# Athamas whitmeei
Athamas whitmeei är en spindelart som beskrevs av Pickard-Cambridge O. 1877. Athamas whitmeei ingår i släktet Athamas och familjen hoppspindlar. Inga underarter finns listade.